# Edgar Denis
Edgar Denis (Assunção, 11 de setembro de 1968) é um ex-futebolista paraguaio que atuava como atacante.

## Carreira
Edgar Denis integrou a Seleção Paraguaia de Futebol na Copa América de 1995.